# 716-os busz (megszűnt)
A 716-os jelzésű elővárosi autóbusz Százhalombatta, vasútállomás és Dunafüred, Halászcsárda között közlekedett. A járatot a Volánbusz üzemeltette.

## Útvonala
| Százhalombatta, vasútállomás → Dunafüred, Halászcsárda → Százhalombatta, vasútállomás (körforgalom) |
| --- |
| Százhalombatta, vasútállomás vá. – Városkapu út – Dobó István utca – Borostyán utca – Gesztenyés út – Hága László utca – Damjanich utca – Tavasz utca – Vasút utca – Nap utca – Damjanich utca – Halászcsárda, forduló – Damjanich utca – Erkel Ferenc körút / Iskola utca – Városkapu út – Százhalombatta, vasútállomás vá. |

## Megállóhelyei
Az átszállási kapcsolatok között az ellenkező irányban közlekedő 714-es busz nincs feltüntetve.
| 0                                                       | Százhalombatta, vasútállomás            |                                                            |
| 1                                                       | Százhalombatta, Fenyőfa utca            |                                                            |
| 2                                                       | Százhalombatta, Nyárfa utca             |                                                            |
| 3                                                       | Százhalombatta, Csokonai utca           | 708, 709, 710, 711, 712, 713, 715, 2702                    |
| 4                                                       | Százhalombatta, Hága László utca        | 708, 709, 710, 711, 712, 713, 715, 2702                    |
| 5                                                       | Dunafüred, Tél utca                     | 708, 709, 710, 711, 715                                    |
| 6                                                       | Dunafüred, Strand                       |                                                            |
| 7                                                       | Dunafüred, Csónakázó tó                 |                                                            |
| 8                                                       | Dunafüred, Napsugár tér                 | 708, 709, 710, 711, 715                                    |
| 9                                                       | Dunafüred, Halászcsárda                 | 708, 709, 710, 711, 715                                    |
| 10                                                      | Dunafüred, Napsugár tér                 | 708, 709, 710, 711, 715                                    |
| 11                                                      | Dunafüred, Fogoly utca                  | 708, 709, 710, 711, 715                                    |
| 12                                                      | Dunafüred, Tél utca                     | 708, 709, 710, 711, 715                                    |
| 13                                                      | Százhalombatta, ABC áruház              | 708, 709, 710, 711, 712, 713, 715                          |
| A szürke hátterű megállókat néhány járat nem érintette. |                                         |                                                            |
| 14                                                      | Százhalombatta, Jókai Mór köz           | 708, 709, 710, 711, 712, 713, 715, 2702                    |
| 15                                                      | Százhalombatta, Móricz Zsigmond köz     | 708, 709, 710, 711, 712, 713, 715, 2702                    |
| 16                                                      | Százhalombatta, vasútállomás végállomás | 705, 708, 709, 710, 711, 712, 713, 715, 756 1120 S40 , S42 |